# Atopsyche majada
Atopsyche majada är en nattsländeart som beskrevs av Ross 1947. Atopsyche majada ingår i släktet Atopsyche och familjen Hydrobiosidae. Inga underarter finns listade i Catalogue of Life.

## Bildgalleri

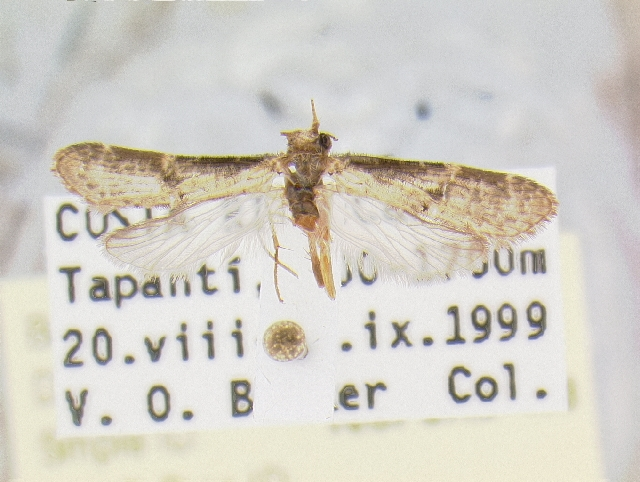